# Remparts de Bourbon-Lancy
Les remparts de Bourbon-Lancy sont les vestiges d'anciens remparts situés à Bourbon-Lancy, dans le département de Saône-et-Loire, en France.

## Présentation
Le monument est un mur des anciens remparts situé entre la porte de l'Éperon et la grosse tour d'angle comprise. Il fait l’objet d’une inscription au titre des monuments historiques en 1934.  